# Habenaria flabelliformis
Habenaria flabelliformis là một loài thực vật có hoa trong họ Lan. Loài này được Summerh. ex C.E.C.Fisch. mô tả khoa học đầu tiên năm 1936.